# Histoire de l'urbanisme
 (13 mars 2025).
Le contenu est difficilement compréhensible vu les erreurs de traduction, qui sont peut-être dues à l'utilisation d'un logiciel de traduction automatique.
Cet article décrit l'histoire de l'urbanisme, un processus technique et politique lié à l'utilisation des terres et à la conception de l'environnement urbain, y compris l'air, l'eau et l'infrastructure des zones urbaines telles que les réseaux de transport et de distribution.
L'histoire de l'urbanisme est parallèle à l'histoire de la ville, car la planification est en évidence dans certains des premiers sites urbains connus.

## Pré-classique
Les périodes pré-classique et classique ont vu un certain nombre de villes disposées selon des plans fixes, bien que beaucoup aient eu tendance à se développer organiquement. Les villes conçues étaient caractéristiques des civilisations minoenne, mésopotamienne, harrapane et égyptienne du troisième millénaire av. J.-C. (voir Urbanisme dans l'Égypte ancienne). La première description enregistrée de l'urbanisme apparaît dans l'épopée de Gilgamesh : « Montez sur le mur d'Uruk et inspectez la plate-forme de la fondation et examinez la maçonnerie. Témoignez que ses briques sont des briques cuites, Et que les sept conseillers doivent Les fondements sont : un mille carré en ville, un mille carré en vergers, un mille carré en claypits, ainsi que le terrain découvert du temple d'Ishtar. Trois miles carrés et le terrain découvert constituent Ourouk., Défaites sa serrure en bronze, Ouvrez la porte à son secret, Soulevez le comprimé de lapis-lazuli et lisez. ».
Les caractéristiques distinctes de l'urbanisme des restes des villes de Harappa, Lothal, Dholavira et Mohenjo-daro dans la civilisation de la vallée de l'Indus (dans le nord-ouest de l'Inde et le Pakistan) conduisent les archéologues à les interpréter comme les premiers exemples délibérés villes gérées, Les rues de beaucoup de ces premières villes étaient pavées et disposées à angle droit dans un quadrillage, avec une hiérarchie de rues allant des grands boulevards aux ruelles résidentielles. Les preuves archéologiques suggèrent que de nombreuses maisons Harrapan ont été aménagées pour protéger du bruit et pour améliorer l'intimité résidentielle; beaucoup avaient aussi leurs propres puits d'eau, probablement à la fois pour des raisons sanitaires et rituelles. Ces villes anciennes étaient uniques en ce sens qu'elles avaient souvent des systèmes de drainage, apparemment liés à un idéal bien développé d'assainissement urbain. Les villes disposées sur le plan quadrillé auraient pu être une excroissance de l'agriculture basée sur des champs rectangulaires.
Beaucoup de civilisations d'Amérique centrale ont également planifié leurs villes, y compris les systèmes d'égout et l'eau courante. Au Mexique, Tenochtitlan, construit sur une île du lac Texcoco dans l'actuel district fédéral du Mexique central, a servi de capitale de l'empire aztèque. À son apogée, Tenochtitlan était l'une des plus grandes villes du monde, avec plus de 200 000 habitants.

### Chine
La Chine a une tradition d'urbanisme remontant à des milliers d'années.

### Gréco-romain

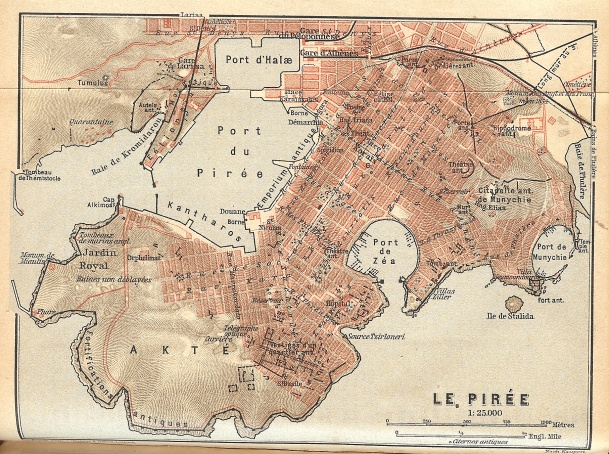
Carte du Pirée, le port de Athènes, montrant le plan quadrillé de la ville.

Traditionnellement, le philosophe grec Hippodamus (Ve siècle av. J.-C.) est considéré comme le premier urbaniste et « inventeur » de l'aménagement urbain orthogonal. Aristote l'appelait "le père de l'urbanisme" et jusqu'au début du XXe siècle, il était en effet considéré en tant que tel. Ceci n'est cependant que partiellement justifié. Le plan hippodamien qui a été appelé après lui, est un plan urbain orthogonal avec plus ou moins carrés blocs de rues. Les découvertes archéologiques de l'Égypte ancienne - entre autres - démontrent qu'Hippodamus n'a pas vraiment pu être l'inventeur de cette disposition. Aristote critique et même ridiculise Hippodamus, qui apparaît dans Politique 2.8. C'est peut-être le premier exemple connu de critique de l'urbanisme.
Vers la fin du VIIIe siècle, les cités-États grecques commencèrent à fonder des colonies le long des côtes de la Méditerranée, qui étaient centrées sur des villes nouvellement créées avec des plans orthogonaux plus ou moins réguliers. Graduellement, les nouvelles dispositions sont devenues plus régulières Après que la ville de Miletus fut détruite par les Perses en 494 av. J.-C., elle fut reconstruite sous une forme régulière qui, selon la tradition, fut déterminée par les idées d'Hippodamus de Milet. Des plans orthogonaux réguliers semblent avoir été conçus pour de nouvelles villes coloniales et villes qui ont été reconstruites dans un court laps de temps après la destruction.
Suivant la tradition d'Hippodamus, environ un siècle plus tard, Alexandre chargea l'architecte Dinocrate d'aménager sa nouvelle ville d'Alexandrie, le plus grand exemple d'urbanisme idéalisé de l'ancien monde hellénistique. où la régularité de la ville était facilitée par son site plat près d'une embouchure du Nil.
La Romains anciens ont également employé des structures orthogonales régulières sur lesquelles ils ont moulé leurs colonies. Ils ont probablement été inspirés par des exemples grecs et helléniques, ainsi que par des villes régulièrement planifiées qui ont été construites par les Etrusques en Italie. (Voir Marzabotto.) L'ingénieur romain Vitruve établit des principes de bonne conception dont l'influence.
Les Romains ont utilisé un plan consolidé pour l'urbanisme, développé pour la commodité civile. Le plan de base consistait en un forum central avec les services de la ville, entouré d'un réseau de rues compact et rectiligne. Une rivière coulait parfois près ou à travers la ville, fournissant l'eau, le transport et l'évacuation des eaux usées.
Des centaines de villes et de cités ont été construites par les Romains tout au long de leur empire. De nombreuses villes européennes, comme Turin, conservent les vestiges de ces plans, qui montrent la manière très logique dont les Romains ont conçu leurs villes. Ils disposeraient les rues à angle droit, sous la forme d'une grille carrée. Toutes les routes étaient égales en largeur et en longueur, à l'exception de deux, qui étaient légèrement plus larges que les autres. Le  decumanus , orienté est-ouest, et le  cardo , orienté nord-sud, ont intersecté au centre pour former le centre de la grille. Toutes les routes étaient faites de pavés soigneusement ajustés et remplies de pierres et de cailloux plus petits et durs. Des ponts ont été construits là où c'était nécessaire. Chaque carré marqué par quatre routes était appelé «insula", l'équivalent romain d'un bloc de ville moderne.
Chaque insula avait environ 73 m2. À mesure que la ville se développait, elle pouvait éventuellement être remplie de bâtiments de formes et de tailles variées et entrecroisés de routes et de ruelles.
La ville a peut-être été entourée d'un mur pour la protéger des envahisseurs et pour marquer les limites de la ville. Les zones situées à l'extérieur des limites de la ville ont été laissées ouvertes en tant que terres agricoles. À la fin de chaque route principale était une grande passerelle avec des tours de guet. Une herse couvrait l'ouverture lorsque la ville était assiégée, et d'autres tours de guet étaient construites le long des murs de la ville. Un aqueduc a été construit à l'extérieur des murs de la ville.
Le développement de l'urbanisation grecque et romaine est relativement bien connu, car il y a relativement beaucoup de sources écrites, et il y a eu beaucoup d'attention sur le sujet puisque les Romains et les Grecs sont généralement considérés comme les ancêtres principaux de la culture occidentale moderne. Il ne faut pas oublier, cependant, qu'il y avait aussi d'autres cultures avec des implantations plus ou moins urbaines en Europe, principalement d'origine [Celts | Celtique].

### Europe médiévale

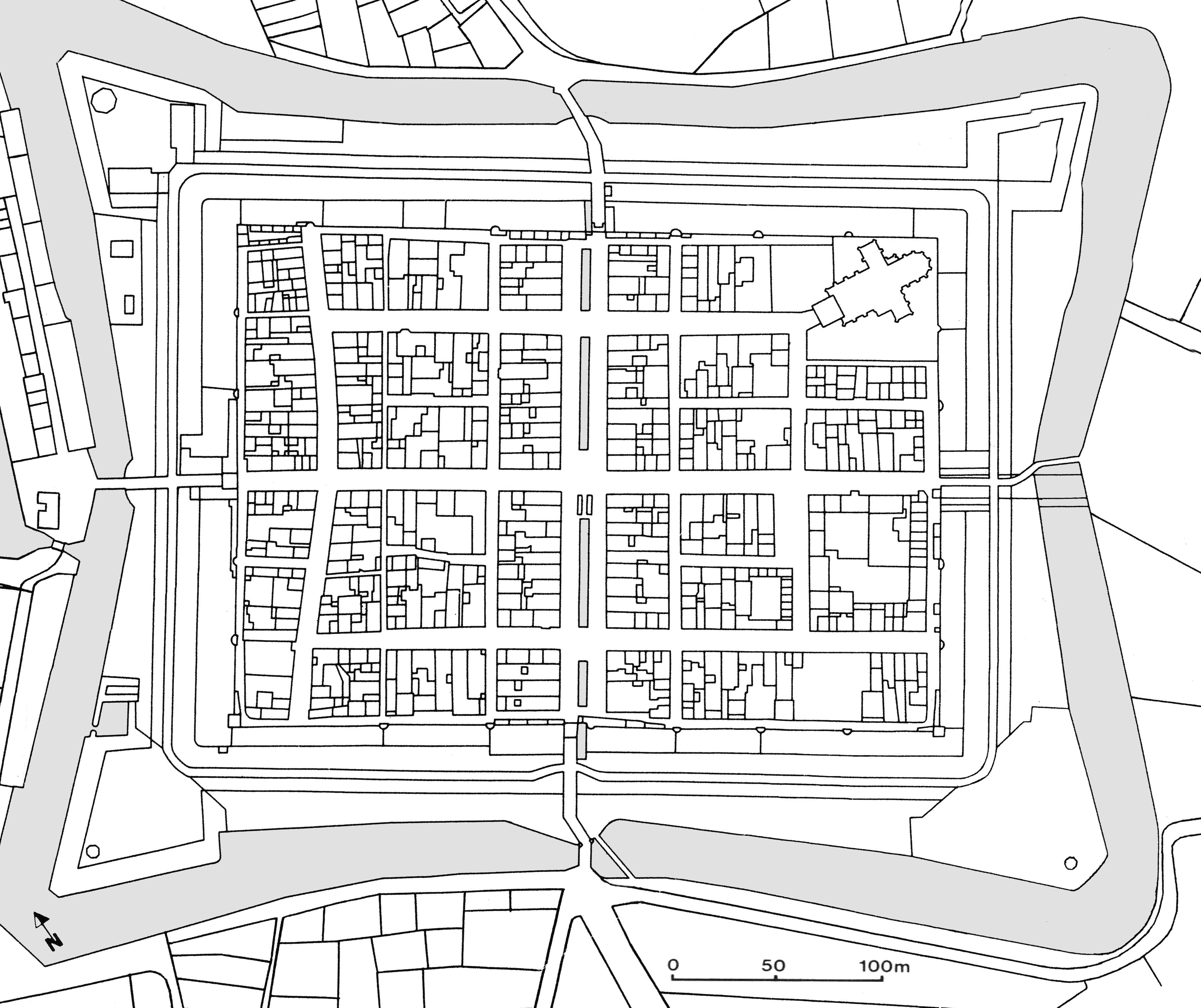
Plan d'Elburg aux Pays-Bas, basé sur le plan cadastral de 1830. Elburg a été fondée en 1392 par Arent toe Boecop, intendant du duc de Gelre. Arent semble avoir agi en tant qu'entrepreneur privé. Il avait acheté un terrain à côté de la ville existante, et il obtint de son seigneur la permission d'agrandir et de reconstruire la ville et de réinstaller la population des environs, en vendant les terrains aux colons. La disposition très symétrique est centrée sur une rivière canalisée et une rue transversale. La symétrie est cependant perturbée par l'église dans le coin est et par la rue préexistante (la seule courbe dans toute la ville) du côté nord-ouest. Les bastions du coin et le large fossé extérieur ont été ajoutés à la fin du XVIe siècle.

Après la désintégration progressive et la chute de l'Empire romain occidental au Ve siècle et la dévastation par les invasions des Huns, des peuples germaniques, des Byzantins, des Maures, des Magyars et des Normands dans les cinq siècles suivants, il reste peu de culture urbaine en Europe occidentale et centrale. Aux Xe et XIe siècles, cependant, il semble y avoir eu une amélioration générale de la stabilité politique et de l'économie. Cela a permis au commerce et à l'artisanat de se développer et à la relance de l'économie monétaire et de la culture urbaine. Initialement, la culture urbaine s'est rétablie particulièrement dans les colonies existantes, souvent dans les restes des villes et des cités romaines, mais plus tard, de plus en plus de villes ont été créées à nouveau. Pendant ce temps, la population de l'Europe de l'Ouest a augmenté rapidement et la superficie agricole utilisée a augmenté avec elle. Les zones agricoles des villages existants ont été étendues et de nouveaux villages et villes ont été créés dans des zones non cultivées en tant que noyaux pour de nouvelles réclamations.
Le développement urbain au début du Moyen Âge, caractérisé de manière caractéristique par une forteresse, une abbaye fortifiée ou un noyau romain (parfois abandonné), se produisit "comme les anneaux d'un arbre", si dans un village étendu ou le centre d'une plus grande ville. Puisque le nouveau centre était souvent sur un terrain élevé et défendable, le plan de la ville a pris un caractère organique, en suivant les irrégularités de courbes d'élévation comme les formes qui résultent de Terrasses agricoles.

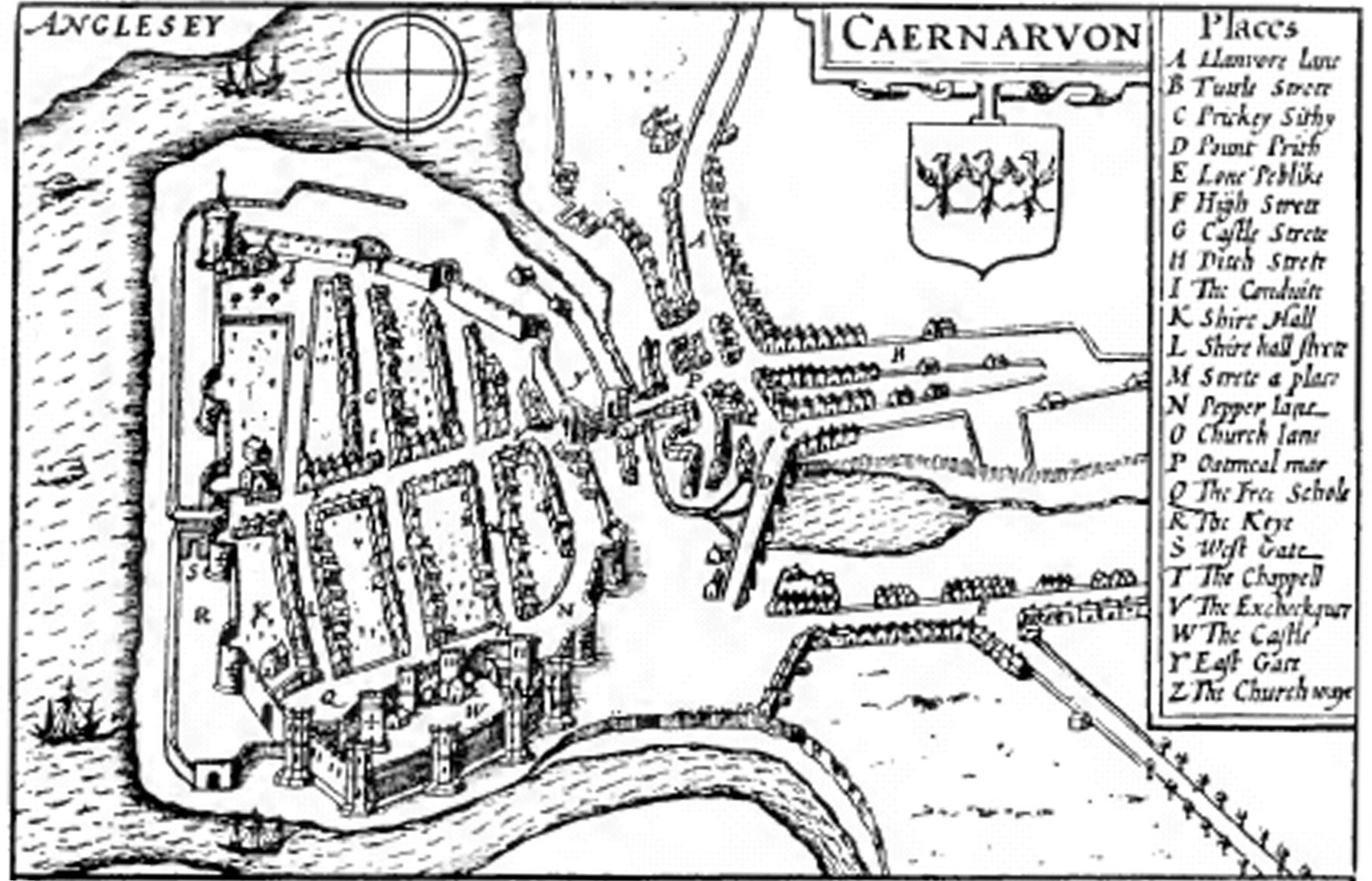
Caernarvon (Pays de Galles). Plan par John Speed, 1611. Le château et la ville de Caernarfon ont été recréés par le roi Édouard Ier d'Angleterre en juillet 1283, lors de sa deuxième campagne galloise pour mettre fin à la Deuxième Guerre d'Indépendance.

Aux IXe et XIVe siècles, plusieurs centaines de villes nouvelles ont été construites en Europe, et beaucoup d'autres ont été agrandies avec des extensions nouvellement planifiées. Ces nouvelles extensions de villes ont joué un rôle très important dans le façonnement des structures géographiques de l'Europe comme elles le font à l'époque moderne. De nouvelles villes ont été fondées dans différentes parties de l'Europe à partir du IXe siècle, mais la plupart d'entre elles ont été réalisées entre le XIIe et le XIVe siècle, avec une période de pointe à la fin du XIIIe siècle. Toutes sortes de propriétaires, du plus haut au plus petit, essayèrent de fonder de nouvelles villes sur leurs terres, afin d'obtenir un pouvoir économique, politique ou militaire. Les colons des villes nouvelles étaient généralement attirés par les avantages fiscaux, économiques et juridiques accordés par le seigneur fondateur, ou étaient forcés de quitter leurs terres. La plupart des villes nouvelles resteront plutôt petites (comme les bastides du sud-ouest de la France), mais certaines d'entre elles deviendront des villes importantes, telles que Cardiff, Leeds, Bois-le-Duc, Montauban, Bilbao, Malmö, Lübeck, Munich, Berlin, Berne, Klagenfurt, Alessandria, Varsovie et Sarajevo.
D'après l'évidence des villes préservées, il semble que la structure formelle de beaucoup de ces villes ait été délibérément planifiée. Les villes nouvellement fondées montrent souvent une régularité marquée dans leur forme de plan, en ce sens que les rues sont souvent droites et disposées à angle droit les unes par rapport aux autres, et que les lots de maison sont rectangulaires et à l'origine largement de la même taille. Un exemple très clair et relativement extrême est celui d'Elburg aux Pays-Bas, datant de la fin du XIVe siècle. (voir illustration) En regardant des plans de ville comme celui d'Elburg, il apparaît clairement qu'il est impossible de soutenir que la rue droite et le plan de ville symétrique et orthogonal étaient de nouvelles inventions de la Renaissance, et donc typiques des « temps modernes ».
La dépression profonde vers le milieu du XIVe siècle marque la fin de la période de grande expansion urbaine. Ce n'est que dans les parties de l'Europe où le processus d'urbanisation a commencé relativement tard, comme en Europe de l'Est, qu'il doit encore durer un ou deux siècles. Ce ne serait pas avant la révolution industrielle que le même niveau d'expansion de la population urbaine serait atteint à nouveau, bien que le nombre d'établissements nouvellement créés resterait beaucoup plus faible qu'aux XIIe et XIIIe siècles. [citation nécessaire]

## L'influence des plans urbanistiques des Séfévides en Europe et en France

### Renaissance européenne (1300-1600)
Florence a été un des premiers modèles de la nouvelle urbanisation, qui a pris une disposition en forme d'étoile adaptée du nouveau fort d'étoile, conçu pour résister au feu de canon. Ce modèle a été largement imité, reflétant l'énorme pouvoir culturel de Florence dans cet âge; "La Renaissance a été hypnotisée par un type de ville qui pendant un siècle et demi - de Filarete à Scamozzi - a été impressionné sur des plans utopiques: c'est la ville en forme d'étoile". Les rues radiales s'étendent à l'extérieur d'un centre défini de pouvoir militaire, communal ou spirituel.

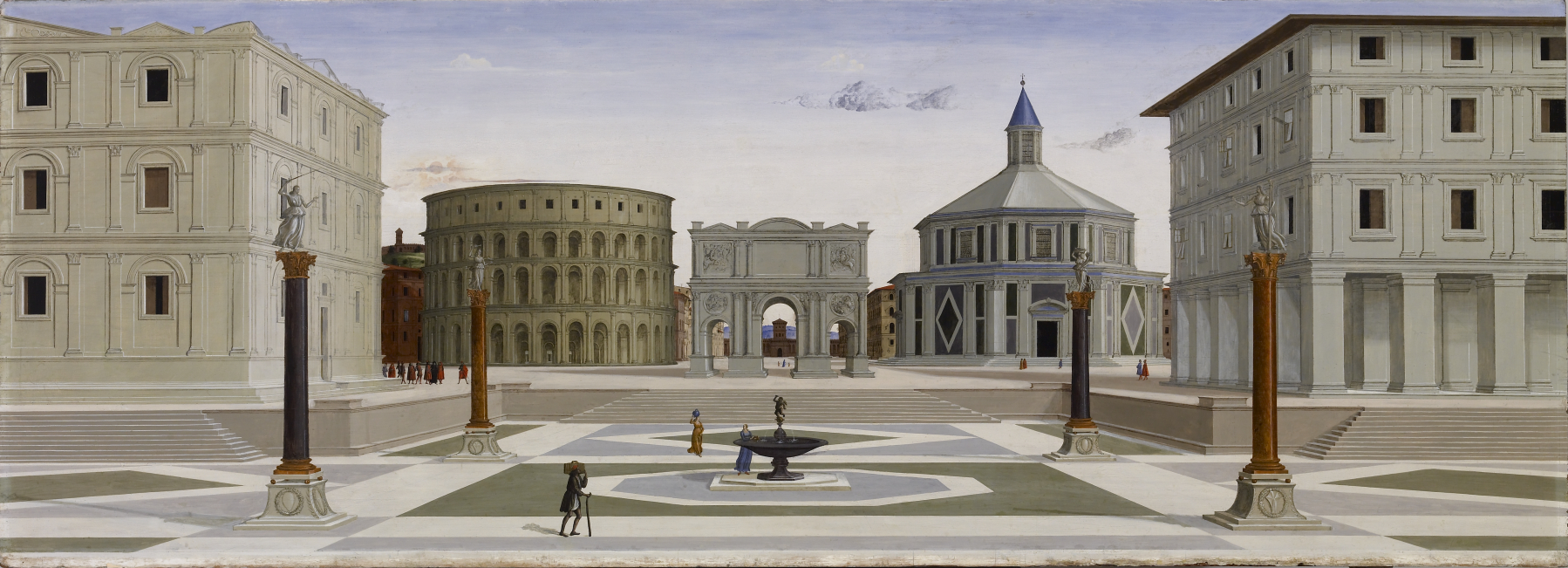
La ville idéale (probablement par Fra Carnevale, vers 1480-1484) illustre les idéaux Renaissance de l'urbanisme. L'arche romaine et le colisée suggèrent la valeur de la victoire militaire et du divertissement de masse.

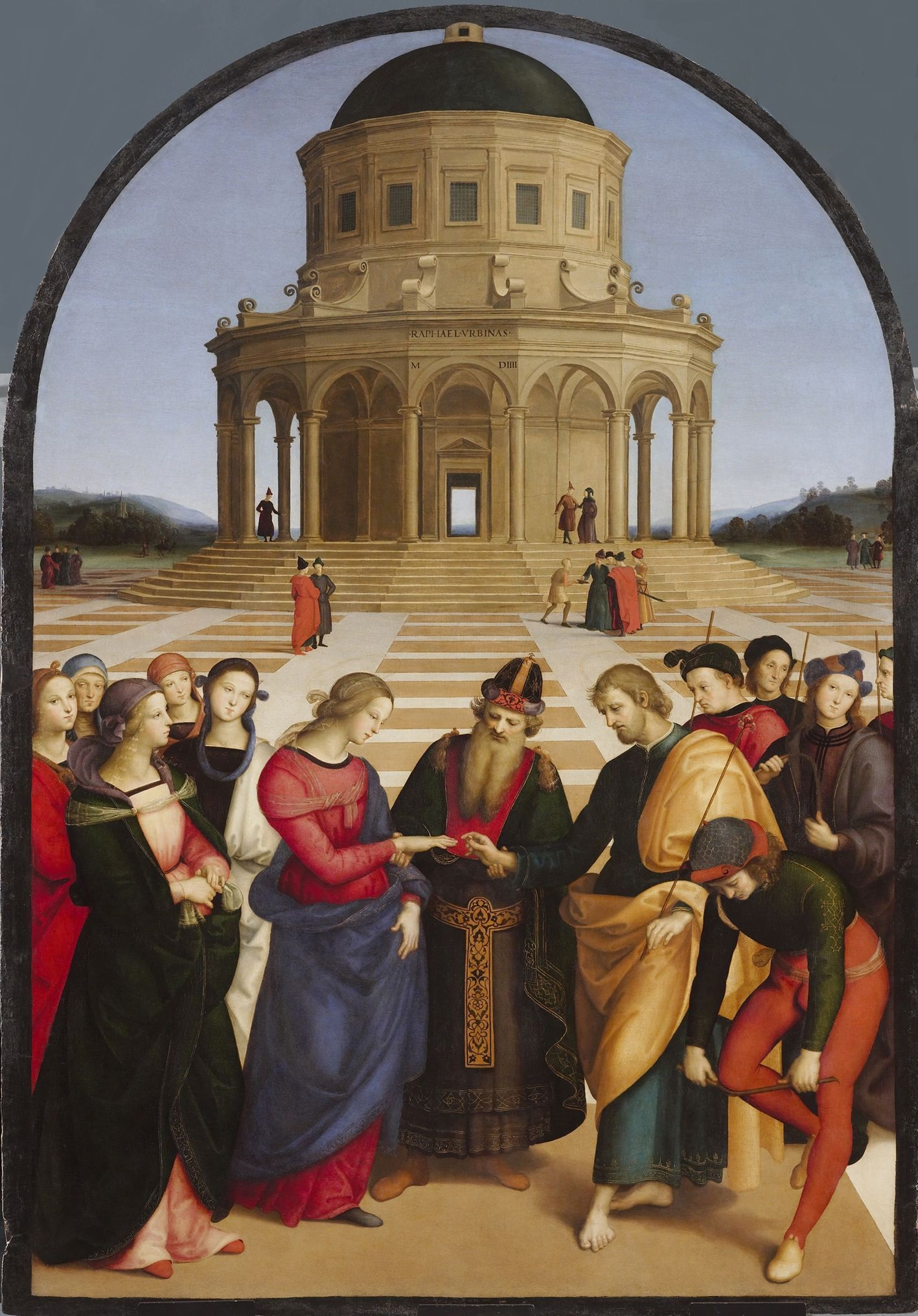
L'espace urbain idéal planifié centralement: Sposalizio par Raphael Sanzio, 1504

Ce n'est que dans les villes idéales qu'une structure planifiée centralement se trouve au cœur, comme dans le Sposalizio de Raphaël (Raphaël Santi) de 1504. Tel qu'il est construit, l'exemple unique d'une approche rationnelle projeté quattrocento nouveau centre-ville, celui de Vigevano (1493-95), ressemble plutôt à un espace clos, entouré d'arcades.
La ville idéale de Filarete, construite sur le "De re aedificatoria" de Leon Battista Alberti, a été nommée "Sforzinda" en compliment à son patron; sa forme à douze pointes, circonscriptible par un cercle « parfait » Pythagore, ne tenait aucun compte de son relief accidenté dans le manuscrit de Filarete. Ce processus se produisit dans les villes, mais ordinairement pas dans les banlieues industrielles caractéristiques de cette époque (voir Braudel, « Les structures de la vie quotidienne »), qui restait désordonnée et caractérisée par le surpeuplement et la croissance organique.
Après le bombardement de 1695 par les troupes françaises du roi Louis XIV, dans lequel une grande partie du centre-ville fut détruite, le gouverneur Maximilian II Emanuel, électeur de Bavaria | Max Emanuel a proposé d'utiliser la reconstruction pour changer complètement la disposition et le style architectural de la ville. Son projet était de transformer la cité médiévale en une ville du nouveau style baroque, sur le modèle de Turin, avec un tracé de rue logique, avec des avenues droites offrant de longues vues ininterrompues flanquées de bâtiments de taille uniforme. Les habitants et les autorités municipales qui s'opposaient à ce plan, qui voulaient une reconstruction rapide, ne disposaient pas de ressources pour des propositions grandioses et qui étaient mécontents de ce qu'ils considéraient comme l'imposition d'un nouveau style architectural étranger. Dans la reconstruction actuelle, la disposition générale de la ville était conservée, mais elle n'était pas identique à celle d'avant le cataclysme. Malgré la nécessité d'une reconstruction rapide et le manque de moyens financiers, les autorités ont pris plusieurs mesures pour améliorer la circulation, l'assainissement et l'esthétique de la ville. Beaucoup de rues ont été faites aussi larges que possible pour améliorer la circulation.

### Europe et Amérique des Lumières

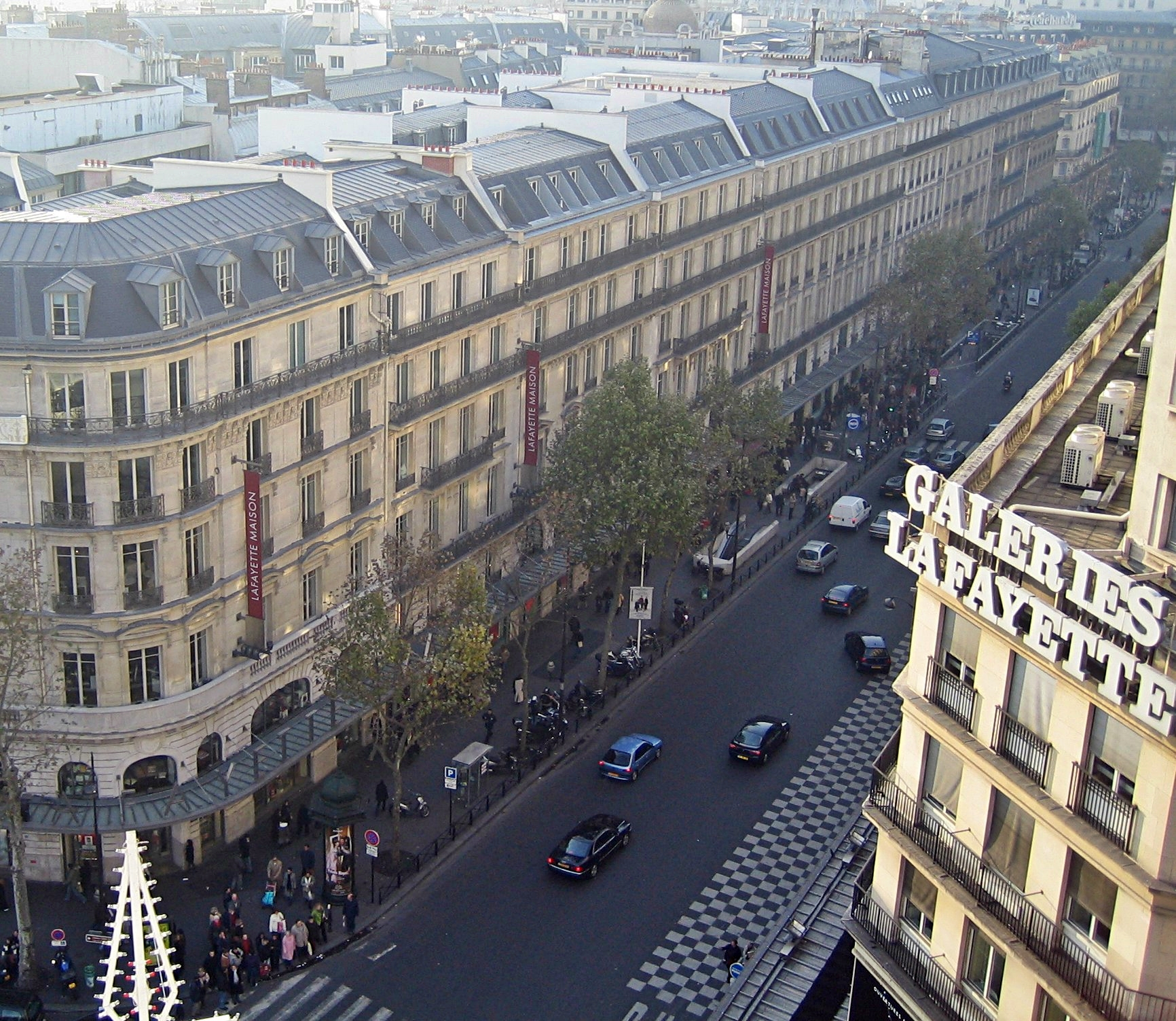
Pendant le Second Empire, Haussmann a transformé la cité médiévale de Paris en une capitale moderne, avec longs, droits, larges boulevards. La planification a été influencée par de nombreux facteurs, dont le moindre n'était l'histoire des révolutions de rue dans la ville.

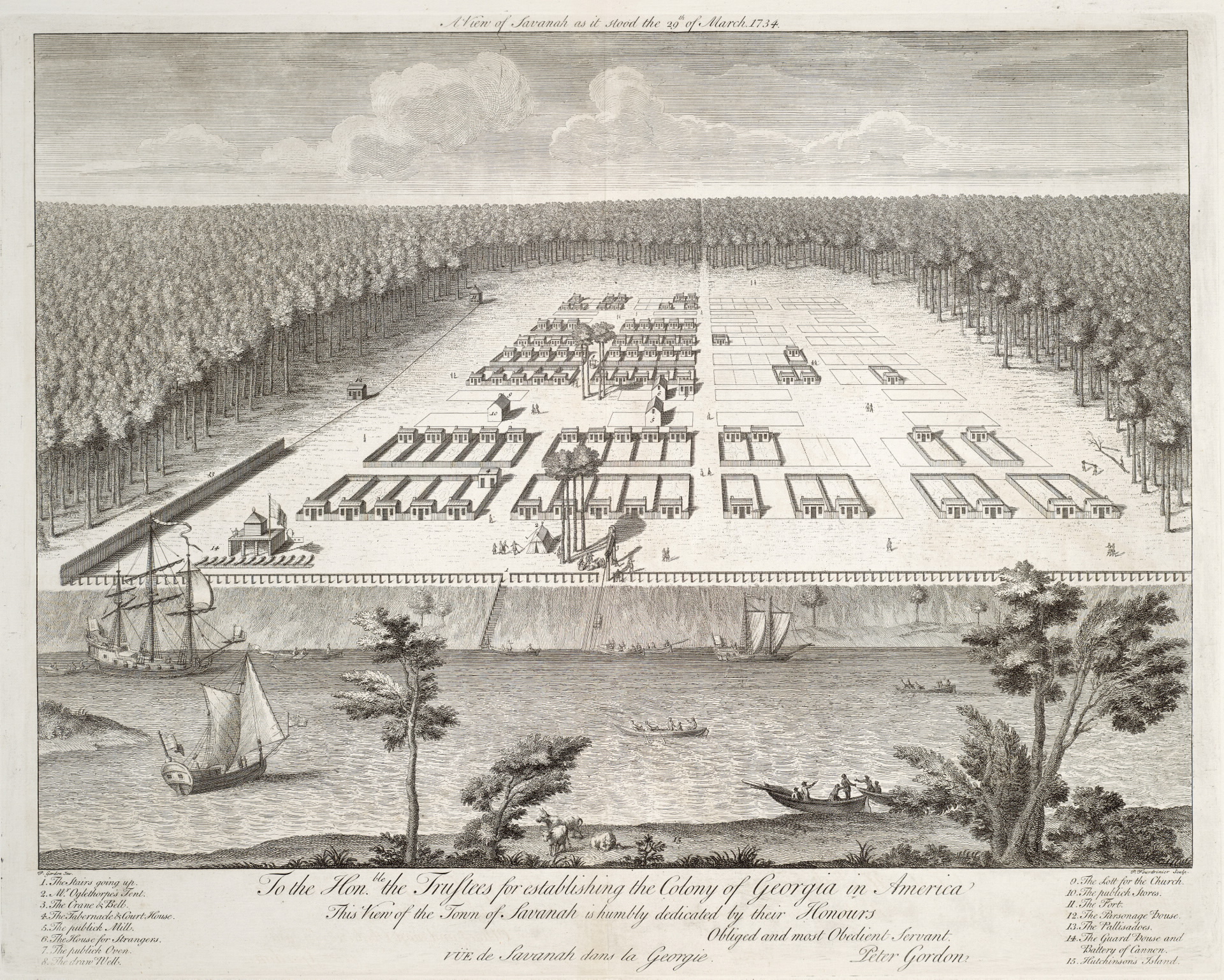
Illustration de Savannah, Georgia sur le Plan d'Oglethorpe en 1734.

Au cours de cette période, les dirigeants se sont souvent lancés dans d'ambitieuses tentatives de réaménager leurs capitales en tant que vitrine de la grandeur de la nation. Les catastrophes ont souvent été un catalyseur majeur de la reconstruction planifiée. Une exception à ceci était dans Londres après le Grand Incendie de 1666 quand, malgré beaucoup de schémas de reconstruction radicaux d'architectes tels que John Evelyn et Christopher Wren, aucune refonte à grande échelle n'a été réalisée en raison de la complexité des revendications de propriété rivales. Cependant, des améliorations ont été apportées en matière d'hygiène et de sécurité incendie avec des rues plus larges, des constructions en pierre et l'accès à la rivière.
Le Grand Incendie a cependant stimulé la réflexion sur la conception urbaine qui a influencé l'urbanisme en Amérique du Nord. Le Grand modèle pour la province de Caroline (en), élaboré à la suite du grand incendie, a établi un modèle pour la planification coloniale. Le célèbre Plan d'Oglethorpe (en) pour Savannah (1733) était en partie influencé par le Grand Modèle.

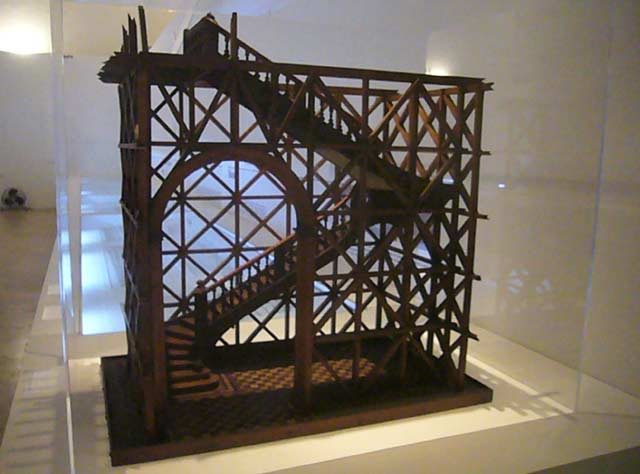
Modèle de la structure en bois de protection sismique, la « gaiola pombalina » (cage pombaline), développé pour la reconstruction de Basse-Ville de Pombaline

En revanche, après le séisme à Lisbonne en 1755, le roi Joseph I du Portugal et ses ministres ont immédiatement lancé des efforts pour reconstruire la ville. L'architecte Manuel da Maia proposa hardiment de démolir des sections entières de la ville et de « tracer de nouvelles rues sans contrainte ». Cette dernière option a été choisie par le roi et son ministre. Désireux d'avoir une ville nouvelle et parfaitement ordonnée, le roi a commandé la construction de grandes places, rectilignes, grandes avenues et rues élargies ; - les nouveaux « mottos » de Lisbonne. Les bâtiments pombaline ont été parmi les premières constructions sismique protégées en Europe.
Une reconstruction encore plus ambitieuse a été réalisée à Paris. En 1852, le Préfet Georges-Eugène Haussmann est chargé par l'Empereur Napoléon III de remodeler le plan de rues médiéval de la ville en démolissant des pans de quartiers anciens et en aménageant de larges boulevards s'étendant au-delà des limites de la vieille ville. Le projet englobait tous les aspects de l'urbanisme, tant au centre de Paris que dans les quartiers environnants, avec des réglementations imposées sur les façades de bâtiments, les parcs publics, les égouts et les ouvrages hydrauliques, les équipements municipaux et les monuments publics. Au-delà des considérations esthétiques et sanitaires, les larges voies facilitaient le mouvement des troupes et la police.
Un plan concordant pour étendre Barcelone était basé sur une analyse scientifique de la ville et de ses exigences modernes. Il a été élaboré par l'ingénieur catalan Ildefons Cerdà pour remplir l'espace au-delà des murs de la ville après leur démolition de 1854 On lui attribue l'invention du terme «urbanisation» et son approche a été codifiée dans sa Théorie générale de l'urbanisation (1867). Le Eixample de Cerdà (Catalan pour 'extension') se composait de 550 blocs réguliers avec des coins chanfreinés pour faciliter le mouvement des tramways, traversés par trois avenues plus larges. Ses objectifs étaient d'améliorer la santé des habitants, vers laquelle les blocs ont été construits autour des jardins centraux et orientés NO-SE pour maximiser la lumière du soleil qu'ils ont reçu, et aider l'intégration sociale.

## Urbanisme moderne
L'urbanisme et l'architecture ont connu un changement de paradigme au début du XXe siècle. Les villes industrialisées du XIXe siècle ont connu une croissance fulgurante, le rythme et le style de construction étant dictés en grande partie par les entreprises privées. Les maux de la vie urbaine pour les travailleurs pauvres devenaient de plus en plus évidents en tant que sujets d'intérêt public. Le style de laisser-faire de la gestion gouvernementale de l'économie, à la mode pour la plus grande partie de l'ère victorienne, commençait à céder la place à un nouveau libéralisme qui défendait l'intervention des pauvres et des défavorisés. Vers 1900, les théoriciens ont commencé à développer des modèles d'urbanisme pour atténuer les conséquences de l'ère industrielle, en fournissant aux citoyens, en particulier aux ouvriers d'usine, des environnements plus sains.
Le zonage moderne, qui permettait aux urbanistes de délimiter légalement des sections de villes pour différentes fonctions, provenait de la Prusse et s'étendait à la Grande-Bretagne, aux États-Unis et à la Scandinavie. La santé publique a été citée comme justification de l'organisation des villes.

### Mouvement des cités-jardins

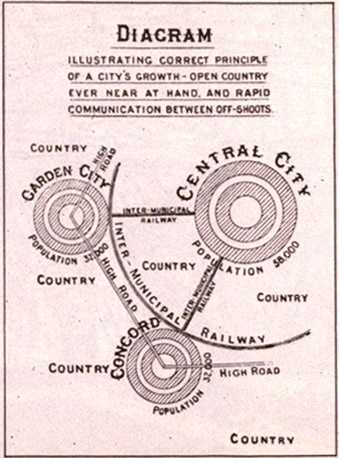
Ebenezer Howard diagramme influent de 1902, illustrant la croissance urbaine à travers "off-shoots"

Le premier grand théoricien de l'urbanisme fut Sir Ebenezer Howard, qui initia le mouvement des cités-jardins en 1898. Il s'inspira des communautés planifiées précédemment construites par des philanthropes industriels à la campagne, comme Cadbury's Bournville, Lever's Port Sunlight et George Pullman éponyme Pullman dans Chicago. Toutes ces implantations décentralisaient l'environnement de travail du centre des villes et fournissaient un espace de vie sain pour les ouvriers d'usine. Howard généralisé cette réalisation dans un mouvement planifié pour le pays dans son ensemble. Il était également influencé par le travail de l'économiste Alfred Marshall qui affirmait en 1884 que l'industrie avait besoin d'une main-d'œuvre qui pourrait théoriquement être fournie partout et que les entreprises étaient incitées à améliorer le niveau de vie des travailleurs. du coût induit par les conditions urbaines malsaines dans les grandes villes.
Les idées de Howard, bien qu'utopiques, étaient aussi très pratiques et ont été adoptées dans le monde entier au cours des décennies suivantes. Ses cités-jardins étaient conçues pour être des communautés autonomes et bien délimitées, entourées de parcs, contenant des zones de résidence proportionnées et séparées, l'industrie et l'agriculture. Inspiré par le roman utopique Looking Backward et Henry George Progress and Poverty, Howard a publié son livre Garden Cities of To-Morrow en 1898, communément considéré comme le livre le plus important dans l'histoire de l'urbanisme Sa cité-jardin idéalisée abriterait 32 000 personnes sur un site de 6 000 acres (24 281 139 m2) (2 428 ha.), planifié sur un modèle concentrique avec des espaces ouverts, des parcs publics et six radiales boulevards, 120 pi (36,576 m) large, s'étendant du centre. La cité-jardin serait autosuffisante et, lorsqu'elle atteindrait sa pleine population, une autre ville-jardin serait développée à proximité. Howard envisageait une agglomération de plusieurs villes-jardins comme satellites d'une ville centrale de 50 000 habitants, reliée par la route et le rail.
Il a fondé First Garden City, Ltd. en 1899 pour créer la première ville de jardin à Letchworth, Hertfordshire. Les donateurs au projet ont recueilli l'intérêt sur leur investissement si la cité-jardin générait des profits par le biais des loyers ou, comme l'appelle Fishman, la « spéculation foncière philanthropique ». Howard a essayé d'inclure les organisations coopératives de la classe ouvrière, qui comprenaient plus de deux millions de membres, mais qui n'ont pas pu obtenir leur soutien financier. En 1904, Raymond Unwin, architecte et urbaniste renommé, avec son partenaire Richard Barry Parker, a remporté le concours organisé par First Garden City, Limited pour planifier Letchworth, une zone 34 miles à l'extérieur de Londres. Unwin et Parker planifièrent la ville au centre du domaine de Letchworth avec la grande ceinture verte d'Howard entourant la ville, et ils partagèrent la notion de Howard selon laquelle la classe ouvrière méritait un logement meilleur et plus abordable. Cependant, les architectes ont ignoré le design symétrique de Howard, au lieu de le remplacer par un design plus « organique ».
Welwyn Garden City, également dans le Hertfordshire, a également été construit sur les principes de Howard. Son successeur en tant que président de la Garden City Association fut Sir Frederic Osborn, qui étendit le mouvement à l'aménagement du territoire.
Les principes de la cité-jardin furent bientôt appliqués à la planification des banlieues de la ville. Le premier de ces projets fut la Hampstead Garden Suburb fondée par Henrietta Barnett et planifié par Parker et Unwin. Les idéaux utopiques du projet étaient qu'il devrait être ouvert à toutes les catégories de personnes ayant librement accès aux bois et aux jardins et que le logement devrait être de faible densité avec de larges routes bordées d'arbres.
En Amérique du Nord, le mouvement Garden City était également populaire et a évolué pour devenir le « développement de l'unité de quartier ». Au début des années 1900, lorsque les voitures ont été introduites dans les rues de la ville pour la première fois, les résidents ont été de plus en plus préoccupés par le nombre de piétons blessés par la circulation automobile. La réponse, vue d'abord à Radburn, New Jersey, était le développement de type unité de quartier, qui orientait les maisons vers un chemin public commun au lieu de la rue. Le quartier est distinctement organisé autour d'une école, avec l'intention de fournir aux enfants un moyen sûr de marcher jusqu'à l'école,.

### Apparition de la profession d'urbaniste
L'urbanisme s'est professionnalisée à cette période, avec la contribution des visionnaires de utopia ainsi que des ingénieurs d'infrastructure et des conseillers locaux pragmatiques pour produire de nouveaux modèles de conception à des fins politiques. La Association d'Aménagement du Territoire a été fondée en 1899 et le premier cours académique sur l'urbanisme a été offert par l'Université de Liverpool en 1909.
La première considération officielle de ces nouvelles tendances a été incorporée dans le Housing, Town Planning, & c. Loi de 1909 sur le logement et l'urbanisme qui a obligé autorités locales à introduire des systèmes d'urbanisme cohérents à travers le pays en utilisant les nouveaux principes de la « ville-jardin » et à faire en sorte que toute construction soit conforme à des normes de construction spécifiques.
À la suite de cette loi, arpenteur, ingénieur civil, architecte, avocat s et d'autres ont commencé à travailler ensemble au gouvernement local au Royaume-Uni pour élaborer des schémas pour le développement des terres et l'idée de l'urbanisme en tant que domaine d'expertise nouveau et distinctif ont commencé à se former. En 1910, Thomas Adams a été nommé premier inspecteur de l'urbanisme au Conseil du gouvernement local et a commencé à rencontrer des pratiquants. L'Institut d'urbanisme a été créé en 1914 avec pour mandat de faire progresser l'étude de l'urbanisme et du design civique. Le premier cours universitaire en Amérique a été établi à l'Université Harvard en 1924.
Le Comité Tudor Walters qui recommanda la construction de lotissements après la Première Guerre mondiale incorpora les idées du disciple de Howard Raymond Unwin, qui démontrèrent que les maisons pouvaient être construites rapidement et économiquement tout en maintenant des normes satisfaisantes. pour les jardins, la vie privée de la famille et les espaces internes. Unwin a divergé de Howard en proposant que les nouveaux développements soient des 'satellites' périphériques plutôt que des villes-jardins à part entière.

### Modernisme

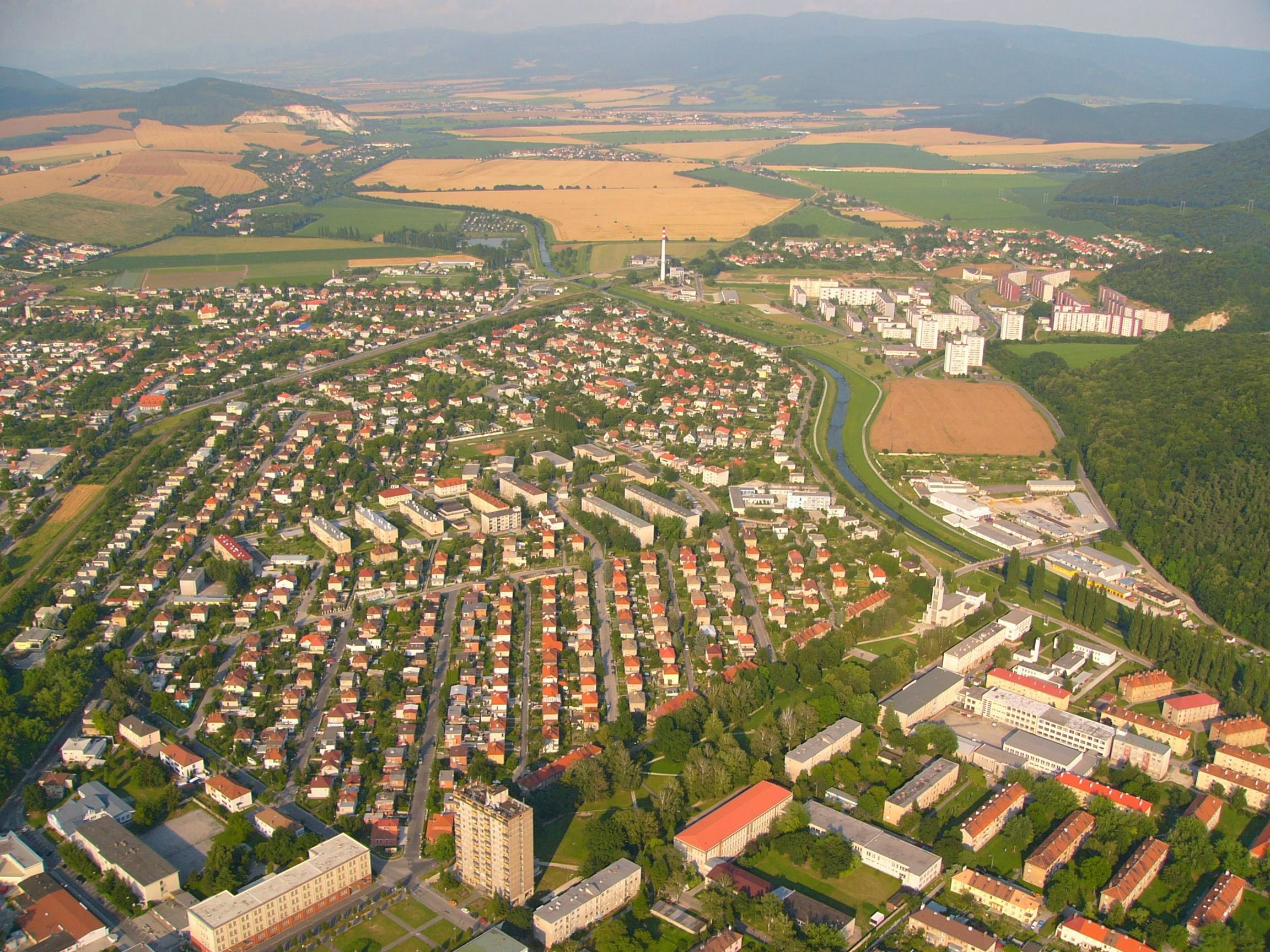
Partizánske en Slovaquie - un exemple de ville industrielle type fondée en 1938 avec une usine de fabrication de chaussures dans laquelle presque tous les habitants adultes de la ville étaient employés.

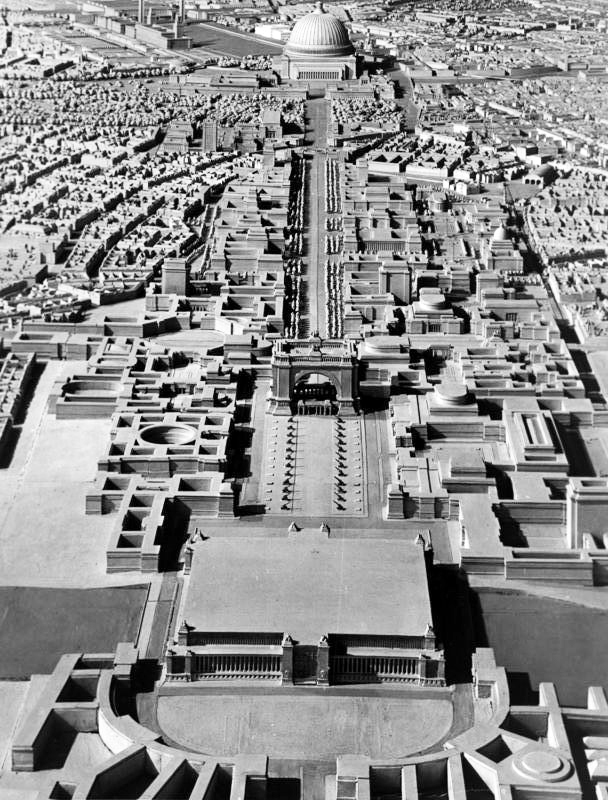
Un modèle de 1939 envisage Berlin transformé en Welthauptstadt Germania (Capitale mondiale Germania).

Dans les années 1920, les idées de modernisme ont commencé à faire surface dans l'urbanisme. L'influent moderniste architecte Le Corbusier présente son projet de "Ville contemporaine" pour trois millions d'habitants (Ville Contemporaine) en 1922. La pièce maîtresse de ce plan est le groupe des soixante -story cruciformes gratte-ciel, des immeubles de bureaux à charpente d'acier enfermés dans d'immenses murs-rideaux de verre. Ces gratte-ciels ont été placés dans de grands espaces verts rectangulaires ressemblant à des parcs. Au centre se trouvait un énorme centre de transport qui, à différents niveaux, comprenait des dépôts pour les autobus et les trains, ainsi que des intersections routières, et au sommet, un aéroport. Le Corbusier avait la notion fantaisiste que les avions commerciaux atterriraient entre les immenses gratte-ciels. Il a séparé les voies de circulation des piétons des routes et a glorifié l'automobile comme moyen de transport. En quittant les gratte-ciels centraux, de plus petits immeubles de plain-pied en zigzag (situés loin de la rue au milieu des espaces verts) abritaient les habitants. Le Corbusier espérait que les industriels politisés en France montreraient la voie avec leurs stratégies efficaces tayloriste et fordiste adoptées à partir des modèles industriels américains pour réorganiser la société.
En 1925, il exposa son Plan Voisin, dans lequel il proposa de bulldozer la majeure partie du centre de Paris au nord de la Seine et de le remplacer par ses tours cruciformes de soixante étages de la ville contemporaine, placées dans une grille orthogonale espace vert. Dans les années 1930, Le Corbusier élargit et reformule ses idées sur l'urbanisme, pour finalement les publier dans la « Ville radieuse » en 1935. Peut-être la différence la plus significative entre la ville contemporaine et la Cité radieuse est que cette dernière a abandonné la stratification par classe de la première; le logement était maintenant attribué en fonction de la taille de la famille et non de la situation économique. Les théories de Le Corbusier ont été adoptées sporadiquement par les constructeurs de logements sociaux en Europe et aux États-Unis.
Beaucoup de ses disciples sont devenus notables de leur propre chef, y compris l'architecte-peintre Nadir Afonso, qui a absorbé les idées de Le Corbusier dans sa propre théorie esthétique. Le plan de la ville Brasilia de Lúcio Costa et la ville industrielle de Zlín projetée par František Lydie Gahura en République tchèque sont des plans notoires basés sur ses idées, tandis que l'architecte lui-même a produit le plan pour Chandigarh en Inde. La pensée de Le Corbusier avait également été profondément influencée par la philosophie du futurisme et du constructivisme en Russie au tournant du XXe siècle.
Un autre théoricien important était Sir Patrick Geddes qui comprenait l'importance de prendre en compte l'environnement régional et la relation entre les questions sociales et l'urbanisme, et prévoyait l'émergence d'immenses agglomérations urbaines. En 1927, il a été chargé de planifier la ville de Tel Aviv, puis Palestine obligatoire. Il se composait d'environ 40 blocs, dimensionnés autour de 150 mètres carrés. Le bloc contenait un petit jardin public intérieur, disposé dans une configuration de moulin à vent des routes d'accès intérieures, le rendant gênant pour la circulation automobile. Les grands blocs forment un modèle de rue légèrement vallonné, commercial nord-sud, est-ouest arrangé pour attraper la brise de mer. C'était une manière simple et efficace de moderniser les patrons de grille fixes historiques. Une série de boulevards ombragés raccourcit le système, avec quelques places publiques, accédant au front de mer. Le plan de la nouvelle ville est devenu un succès.
L'urbanisme dans les pays communistes s'est souvent modelé sur le modernisme occidental, utilisant l'autorité de l'État pour mettre en œuvre des conceptions urbaines efficaces produites dans les centres administratifs. (En Russie, ce processus était théoriquement décentralisé après la fin de l'URSS, mais Moscou reste la source d'une grande partie de l'expertise en urbanisme du pays.) L'Allemagne sous le national-socialisme a également entrepris un schéma pour la refonte urbaine.

### Villes nouvelles
Les concepts d'urbanisme d'Ebenezer Howard n'ont été adoptés à grande échelle qu'après la Seconde Guerre mondiale. Les dommages provoqués par la guerre ont provoqué un intérêt public important dans ce que serait la Grande-Bretagne d'après-guerre, encouragée par le gouvernement, qui a facilité la discussion sur une « Grande-Bretagne » pour remonter le moral. Les initiatives de reconstruction d'après-guerre ont vu l'élaboration de nouveaux plans pour Londres, qui, pour la première fois, ont abordé la question de la décentralisation. Tout d'abord, le Plan de 1943 du comté de Londres a reconnu que le déplacement de la population et de l'emploi était nécessaire si la ville devait être reconstruite à une densité souhaitable. En outre, le plan du Grand Londres de 1944 est allé plus loin en suggérant que plus d'un million de personnes auraient besoin d'être déplacées dans un mélange de banlieues satellites, de villes rurales existantes et de villes nouvelles.
Le New Towns Act 1946 a eu pour conséquence que de nombreuses Nouvelles villes du Royaume-Uni ont été construites en Grande-Bretagne au cours des décennies suivantes,.
De villes nouvelles ont été construites aux États-Unis à partir des années 1960 ; - exemples Reston (Virginie) ; Columbia (Maryland) ; Jonathan (Minnesota) et Riverside Plaza. Cet effort de construction a été combiné à de vastes subventions du gouvernement fédéral pour la suppression des bidonvilles, à l'amélioration et à l'augmentation de la construction de logements et de routes et à des projets de rénovation urbaine complètes. D'autres pays européens comme la France, l'Allemagne, l'Italie et la Suède ont également connu quelques succès avec des villes nouvelles, en particulier dans le cadre des efforts de reconstruction d'après-guerre.

## Contemporain

### Réaction contre le modernisme
Vers la fin des années 1960 jusqu'au début des années 1970, de nombreux urbanistes estimaient que les lignes épurées du modernisme et le manque d'échelle humaine sapaient la vitalité de la communauté, les accusant de taux de criminalité élevés et de problèmes sociaux.
L'urbanisme moderne est tombé en déclin dans les années 1970 lorsque la construction de blocs uniformes bon marché a pris fin dans la plupart des pays, comme la France et la Grande-Bretagne. Depuis lors, beaucoup ont été démolis et remplacés par d'autres types de logements. Plutôt que d'essayer d'éliminer tout désordre, l'urbanisme se concentre maintenant sur l'individualisme et la diversité dans la société et l'économie; C'est l'ère post-moderniste.
Les villes planifiées minimes existent toujours. Houston sont de grandes villes (avec une population métropolitaine de 5,5 millions) dans un pays développé sans zonage complet. Houston limite toutefois les densités de développement et impose le stationnement, même si certaines utilisations des terres ne sont pas réglementées. En outre, les promoteurs du secteur privé à Houston utilisent des clauses restrictives de lotissement pour appliquer des restrictions à l'utilisation des terres qui ressemblent à des lois de zonage. Les électeurs de Houston ont rejeté trois ordonnances de zonage complètes à trois reprises depuis 1948.

### Behaviorisme
La Psychologie behavioriste a influencé l'urbanisme surtout dans les années 1960 et suivantes, en se manifestant dans des théories telles que espace défendable et prévention du crime grâce au design environnementale.

### Nouvel urbanisme

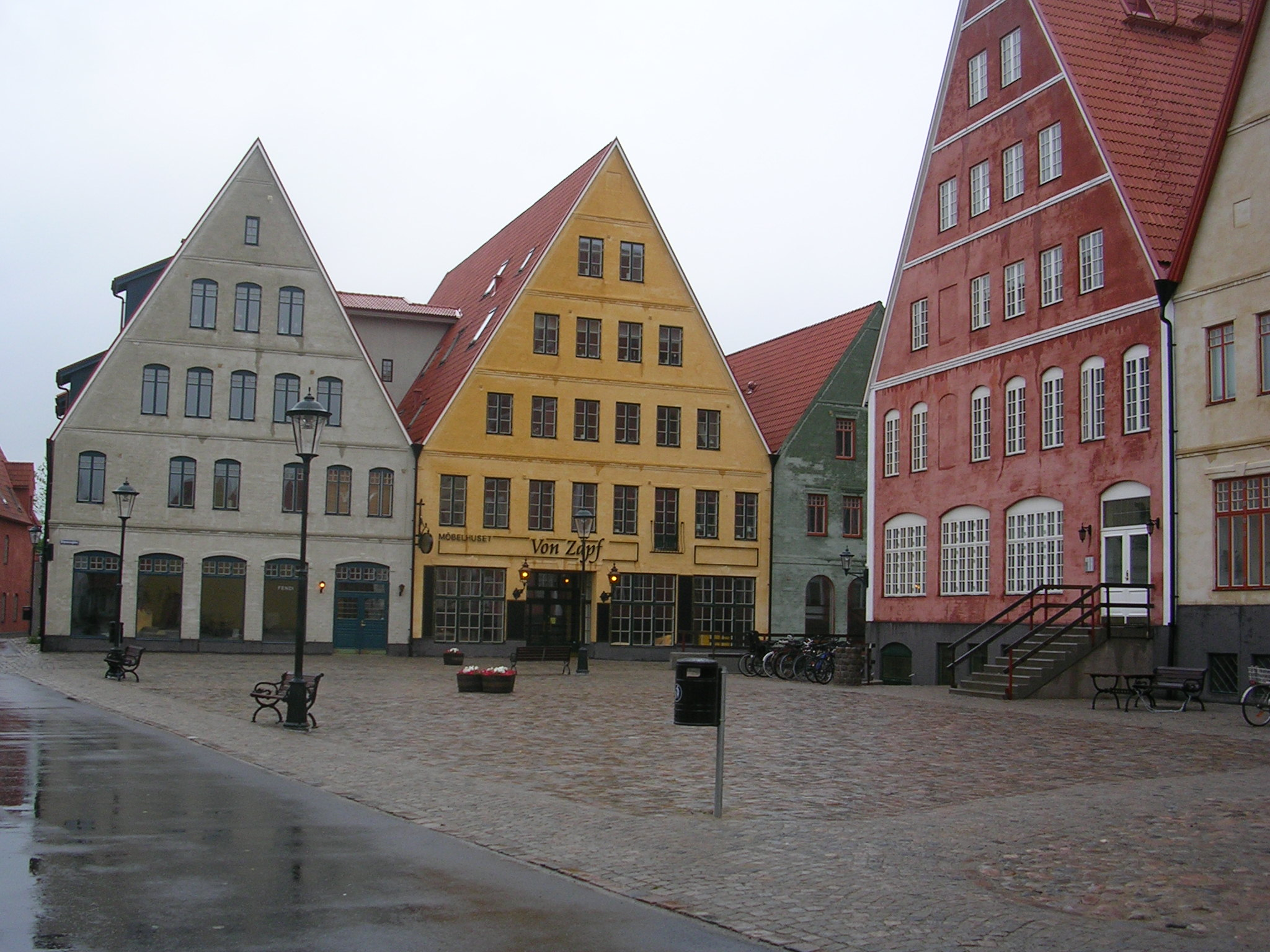
Jakriborg en Suède, a commencé à la fin des années 1990 en tant que nouvel urbaniste respectueux de l'environnement ville nouvelle près de Malmö

Divers mouvements actuels dans le design urbain cherchent à créer des environnements durables, des bâtiments et une grande qualité de vie pour ses habitants. La forme la plus clairement définie de l'urbanisme pédestre est connue sous le nom de "Charte du Nouvel urbanisme". C'est une approche pour réussir à réduire les impacts environnementaux en modifiant l'environnement bâti pour créer et préserver des villes intelligentes qui soutiennent le transport durable. Les résidents dans les quartiers urbains compacts conduisent moins de kilomètres et ont des impacts environnementaux significativement plus faibles à travers une gamme de mesures par rapport à ceux vivant dans les banlieues étalement urbain. Le concept de Circular flow land management management a également été introduit en Europe pour promouvoir des modèles d'utilisation durable des sols qui visent à des villes compactes et à une réduction des l'étalement urbain.
Dans construction durable, le mouvement récent de Nouvelle architecture classique favorise une approche durable vers la construction urbaine qui apprécie et développe une croissance intelligente, la tradition architecturale, et le design classique,. Ceci est en contraste avec le modernisme et le Style international, ainsi que sur les lotissements et l'étalement urbain opposés.
Les critiques de Nouvel urbanisme ont soutenu que son aspect environnemental est trop axé sur le transport et la mobilité individuelle excessive. Le véritable problème avec la nature insoutenable des villes modernes ne concerne pas seulement les voitures et la conduite excessive, mais aussi le métabolisme urbain de la ville (dont l'auto-mobilité représente moins de la moitié de l'empreinte écologique et représente environ la moitié des émissions de GES / empreinte carbone). Ils ont également fait valoir que la planification de l'utilisation des terres peut faire peu pour atteindre la durabilité sans réglementer la conception et la technologie associée du développement réel dans une zone délimitée. Les distances et la densité sont relativement sans importance; c'est le métabolisme total du développement qui détermine l'impact environnemental. En outre, l'accent doit passer de la durabilité à la résilience, et la portée spatiale de la ville à l'ensemble de la région urbaine Une autre critique est que le projet New Urbanist de compactage de la forme urbaine est un processus difficile et lent. Dans la nouvelle situation mondiale, avec la croissance horizontale à faible densité irréversiblement dominante et le changement climatique déjà en cours, il serait plus judicieux de concentrer les efforts sur la résilience de villes-régions entières, en rattrapant l'étalement existant pour la durabilité et l'autosuffisance, et investir massivement dans les « infrastructures vertes ».

### Développement durable et durabilité
Le développement durable a émergé au cours des dernières décennies comme des thèmes directeurs pour la planification urbaine. Ce terme a été défini et préconisé dans le rapport de 1987 intitulé « Notre avenir à tous », publié par la Commission mondiale sur l'environnement et le développement.

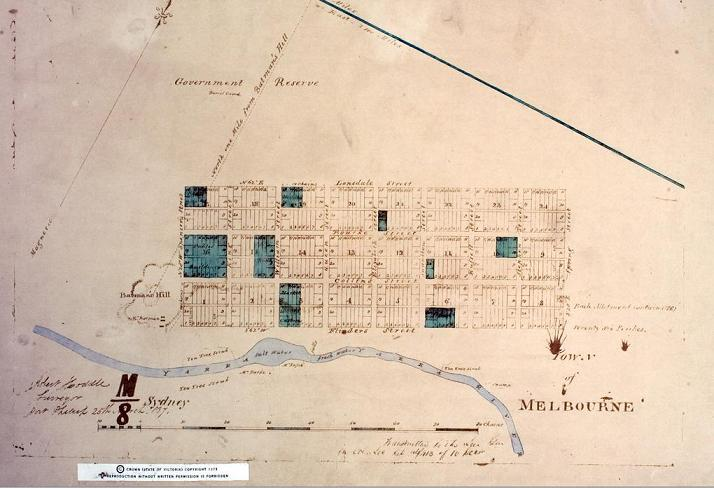
Robert Hoddle enquête de Melbourne en 1837. La disposition de la ville est appelée "Grille d'Hoddle ".

Certains urbanistes soutiennent que les modes de vie modernes utilisent trop de ressources naturelles, polluent ou détruisent l'écosystème, augmentent l'inégalité sociale, créent des îlots de chaleur urbains et participent en partie au changement climatique. Beaucoup d'urbanistes, par conséquent, préconisent des villes durables.
Wheeler, dans son livre de 2004, définit l'urbanisme durable comme « un développement qui améliore la santé sociale et écologique à long terme des villes et des villages ». Il esquisse les caractéristiques d'une ville « durable »: utilisation compacte et efficace des terres; moins d'utilisation de l'automobile, mais un meilleur accès; utilisation efficace des ressources; moins de pollution et de déchets; la restauration des systèmes naturels; bons logements et milieux de vie; une écologie sociale saine; une économie durable; la participation de la communauté les urbanistes font la promotion d'un modèle ville durable, qui consiste en des villes conçues en tenant compte des impacts environnementaux, tels que la minimisation des utilisations de l'énergie, de l'eau, et les sorties de déchets et de la pollution.
En raison des structures politiques et de gouvernance dans la plupart des juridictions, les mesures de planification durable doivent être largement soutenues avant qu'elles ne puissent affecter les institutions et les régions. La mise en œuvre effective est souvent un compromis complexe.
La nature dans les villes Souvent une partie intégrante des villes durables est l'Incorporation de la nature dans une ville.
La voiture sans 'la durabilité dans la planification urbaine peut inclure de grandes zones piétonnes ou préconiser à limiter l'usage de la voiture en ville.

### Urbanisme participatif aux États-Unis
L'urbanisme collaboratif a vu le jour aux États-Unis en réponse à l'inadéquation des techniques traditionnelles de participation du public pour offrir de réelles opportunités au public de prendre des décisions affectant ses communautés. L'urbanisme collaboratif est une méthode conçue pour responsabiliser les parties prenantes en les élevant au niveau des décideurs à travers un engagement direct et un dialogue entre les parties prenantes et les agences publiques, pour solliciter des idées, une participation active et une participation au processus d'urbanisme communautaire. Une participation active du public peut aider les urbanistes à obtenir de meilleurs résultats en les sensibilisant aux besoins et aux préférences du public et en utilisant les connaissances locales pour informer les projets. Lorsqu'elle est correctement administrée, la collaboration peut aboutir à une participation plus significative et à de meilleurs résultats, plus créatifs, à des problèmes persistants que ne le permettent les méthodes de participation traditionnelles. Il permet aux urbanistes de prendre des décisions qui reflètent les besoins et les valeurs de la communauté, il favorise la confiance dans la sagesse et l'utilité du projet résultant, et la communauté a un intérêt personnel dans son succès.
Des expériences à Portland et Seattle ont démontré qu'une planification collaborative réussie dépend d'un certain nombre de facteurs interdépendants: le processus doit être véritablement inclusif, avec toutes les parties prenantes et groupes concernés invités; la communauté doit avoir le pouvoir décisionnel final; l'engagement total du gouvernement (des ressources financières et intellectuelles) doit être manifeste; les participants devraient se voir assigner des objectifs clairs par le personnel de planification, qui facilite le processus en fournissant des conseils, des conseils, des avis d'experts et des recherches; et les animateurs devraient être formés à la résolution des conflits et à l'organisation communautaire.